# فوران پلینیایی

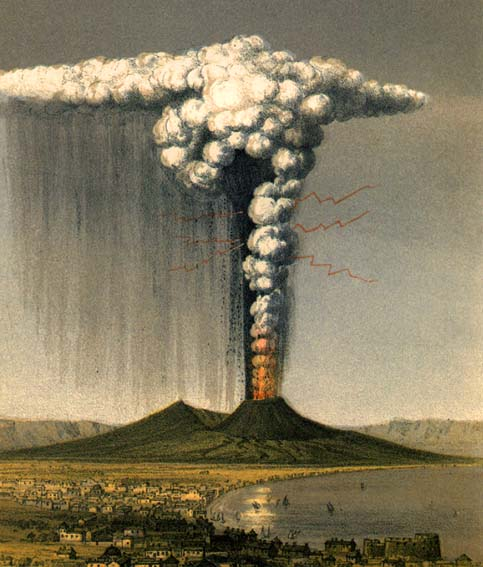
فوران وزوویوس در نزدیکی ناپل ایتالیا در سال ۱۸۲۲. فوران سال ۷۹ میلادی این کوه نیز باید به همین شکل بوده باشد.

فَوَران پلینیایی (به انگلیسی: Plinian eruption)، گونه‌ای انفجار آتشفشانی است که ویژگی آن همانند با نوع فوران آتشفشان کوه وزوویوس ایتالیا در سال ۷۹ میلادی است. 
در آن سال پلینی کوچک یکی از نویسندگان روم باستان در نوشته‌ای این فوران را توصیف کرد.
در فوران پلینیایی ستونی از دود و خاکستر تا پوش‌کره (استراتوسفر) بالا می‌رود. از ویژگی‌های این نوع فوران ایجاد گدازه‌های سنگ‌پایی و فوران‌های نیرومند و پیوستهٔ گاز در هوا است. آتشفشان‌های پلینیایی به‌طور مداوم فعالیتی در طول سال ندارند و ممکن است پس از سال‌ها خاموشی فوران کنند و حفرهٔ تفتالی خود را به‌طور کامل خالی کنند و مخروطشان فروریزد.

فوران پلینیایی: ۱)ستون دود و خاکستر. ۲)مجرا. ۳)باران خاکستر. ۴)لایه‌ای از ماگما و خاکستر. ۵)چینه. ۶)حفرهٔ تفتالی.

فوران پلینیایی در آتشفشان‌های نزدیک نواحی فرورانش رخ می‌دهد. ماگمای بیرون رانده‌شده گرانروی بسیار زیادی دارد و باعث سد شدن مجراهای مخروط و انفجار شدید آن‌ها می‌شود. این انفجارها می‌توانند کل آتشفشان را از بین ببرند و یک کاسه آتشفشانی را تشکیل دهند. ستون دود و خاکستر حاصل از فوران معمولاً ده‌ها کیلومتر ارتفاع دارد و بارانی از خاکسترهای داغ را در تمامی نواحی اطراف می‌پخشاند. این فوران‌ها معمولاً با بهمن گاز و خاکستر جوشان همراه است که به طور موازی با سطح زمین، به سرعت پیش می‌رود و بسیار خطرناک است. 